# Xã Bradford, Quận McKean, Pennsylvania
Xã Bradford (tiếng Anh: Bradford Township) là một xã thuộc quận McKean, tiểu bang Pennsylvania, Hoa Kỳ. Năm 2010, dân số của xã này là 4.805 người.